# Scheune (Am Sportplatz)

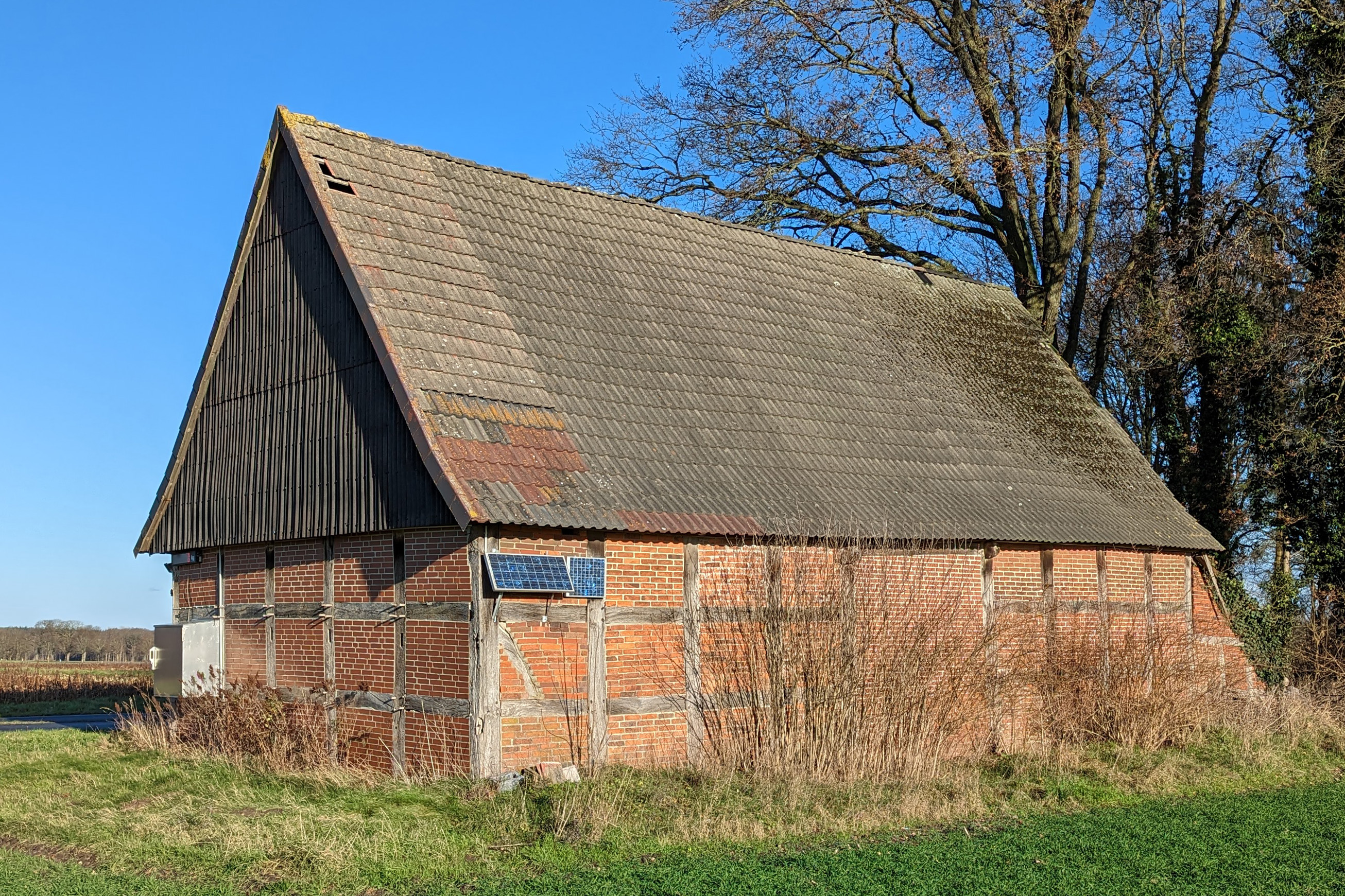
Die Scheune im Januar 2023

Die Scheune Am Sportplatz in Prinzhöfte, Ortsteil Klein Henstedt, Samtgemeinde Harpstedt, stammt von 1820.
Das Gebäude steht unter Denkmalschutz (Siehe auch Liste der Baudenkmale in Prinzhöfte).

## Geschichte
Die eingeschossige traufständige Feldscheune als Fachwerkhaus mit Steinausfachungen, Satteldach und einem Anbau mit Pultdach an der Giebelseite wurde 1820 gebaut.
Die Landesdenkmalpflege befand: „...geschichtliche Bedeutung ... als beispielhafte Feldscheune  ....“.